# Nick Schenk
Nick Schenk (Minneapolis, 12 novembre 1965) è uno sceneggiatore statunitense.

## Biografia
Nicholas Fred Schenk nasce a Minneapolis nel 1965 da Anita Elisabeth Gareis e Marvin Willard Schenk.
Dopo gli studi alla Columbia Heights High School e al Minneapolis College of Art and Design, ha mosso i primi passi come attore e sceneggiatore per il game show sul bowling Let's Bowl e per BoDog Fight, uno show sulle arti marziali.
Dopo aver lavorato come autista, commesso e operaio, ha ottenuto notorietà nel 2008 quando una sua sceneggiatura è stata opzionata dal regista Clint Eastwood e trasposta nel film Gran Torino risultando vincitrice di un National Board of Review Award.
Dopo aver scritto la sceneggiatura di The Judge nel 2014, è tornato a lavorare con Eastwood nel 2018 per il film Il corriere - The Mule sviluppando un articolo del giornalista Sam Dolnick sul corriere della droga Leo Sharp e di nuovo nel 2021 per Cry Macho - Ritorno a casa, partendo da un romanzo di N. Richard Nash.

## Filmografia

### Sceneggiatore

#### Cinema
- Gran Torino, regia di Clint Eastwood (2008)
- The Judge, regia di David Dobkin (2014)
- Il corriere - The Mule (The Mule), regia di Clint Eastwood (2018)
- Cry Macho - Ritorno a casa (Cry Macho), regia di Clint Eastwood (2021)

#### Televisione
- Let's Bowl, serie TV (1998, 2 episodi)
- BodogFight, serie TV (2006, 3 episodi)
- Narcos, serie TV (2015, 2 episodi)
- Harley and the Davidsons, serie TV (2016, 1 episodio)
- Manhunt: Unabomber, serie TV (2017, 1 episodio)

## Premi e riconoscimenti
- National Board of Review Award alla miglior sceneggiatura originale: 2008 per Gran Torino